# Anita Stewart
Anita Stewart (7 de fevereiro de 1895 – 4 de maio de 1961) foi uma atriz e produtora cinematográfica estadunidense da era do cinema mudo. Ela atuou em cerca de 100 filmes e teve sua própria produtora, a Anita Stewart Productions, responsável pela realização de 17 filmes.

## Biografia
Nascida no Brooklyn, em Nova Iorque sob o nome Anna May Stewart, ela iniciou a carreira artística em 1911, enquanto estava frequentando a Erasmus High School, conseguindo papel de extra no Vitagraph Studios.
Stewart foi uma das primeiras atrizes  a alcançar o reconhecimento público no início do cinema. Alguns de seus mais populares papeis foram, em 1911 a adaptação de A Tale of Two Cities, dirigida por William J.Humphrey, e tendo no elenco estrelas como Mabel Normand, Dorothy Kelly, Norma Talmadge e John Bunny, e em 1913 em The Forgotten Latchkey e The White Feather. 

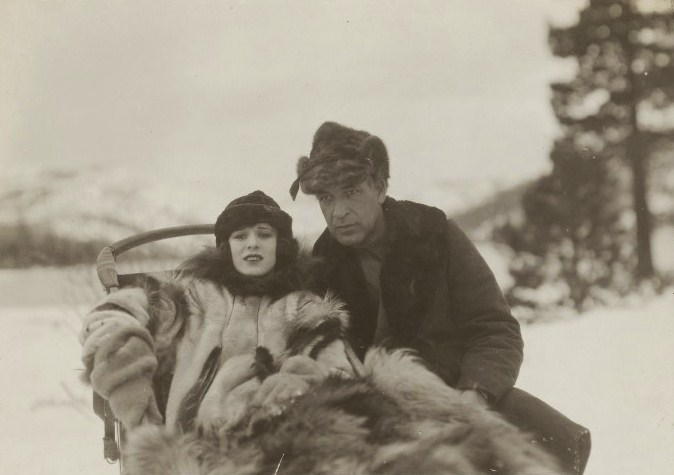
Anita Stewart y Herbert Rawlinson en Playthings of Destiny

Em 1917 ela se casou com Rudolph Cameron e se tornou cunhada do diretor e ator Ralph Ince, que lhe deu papeis mais proeminentes nos filmes da Vitagraph Studios. Ao longo dos anos 1910 e no início dos anos 1920, Anita Stewart foi uma das atrizes mais populares do cinema mudo e foi par romântico de seu marido na vida real, o ator Rudolph Cameron. Stewart também atuou ao lado de estrelas como Mae Busch e Barbara La Marr.
Stewart deixou sua carreira lucrativa na Vitagraph Studios em 1918, aceitando um contrato com Louis B. Mayer pelos termos de que ela teria sua própria produtora no Mayer studios, em Los Angeles. Foi alegado que Stewart estava se recuperando de uma doença em um hospital de Los Angeles quando Mayer convenceu-a a deixar a Vitagraph por uma soma exorbitante, mas não revelada, de dinheiro. Entre 1918 e 1919, Stewart teve sete produções moderadamente bem sucedidas, estrelando em todas elas. Ao longo da década de 1920, continuou a ter papéis de destaque em filmes mudos.
Após o divórcio de Cameron em 1928, Stewart se casou com George Peabody Converse, um milionário de Nova Iorque, no ano seguinte.

## Últimos anos e morte
Assim como muitos artistas da era do cinema mudo, a mudança para o cinema falado lhe apresentou muitas dificuldades. Após fazer um musical curta-metragem em 1932, The Hollywood Handicap, Stewart se retirou das telas de cinema. Ela escreveu então o livro "The Devil's Toy", publicado em 1934.
Em 4 de maio de 1961, Stewart morreu de infarto agudo do miocárdio em Beverly Hills, Califórnia.
Por sua contribuição para a indústria do cinema, Anita Stewart tem uma estrela na Calçada da Fama, no 6724 Hollywood Boulevard.
Sua irmã, Lucille Lee Stewart, casou com Ralph Ince, e também atuou nos filmes da era muda. Lucille faleceu em 1982. Seu irmão, George Stewart, também era ator e diretor de cinema e faleceu em 1945.

## Filmografia parcial

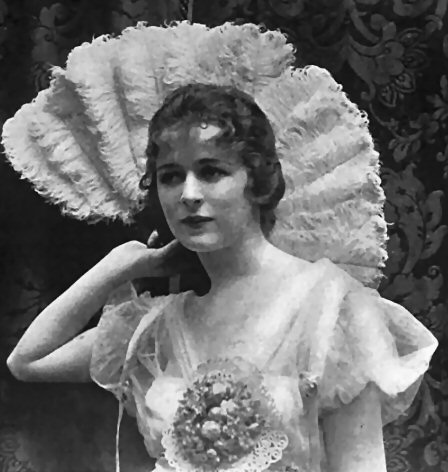
No livro Stage and Screen (1920)

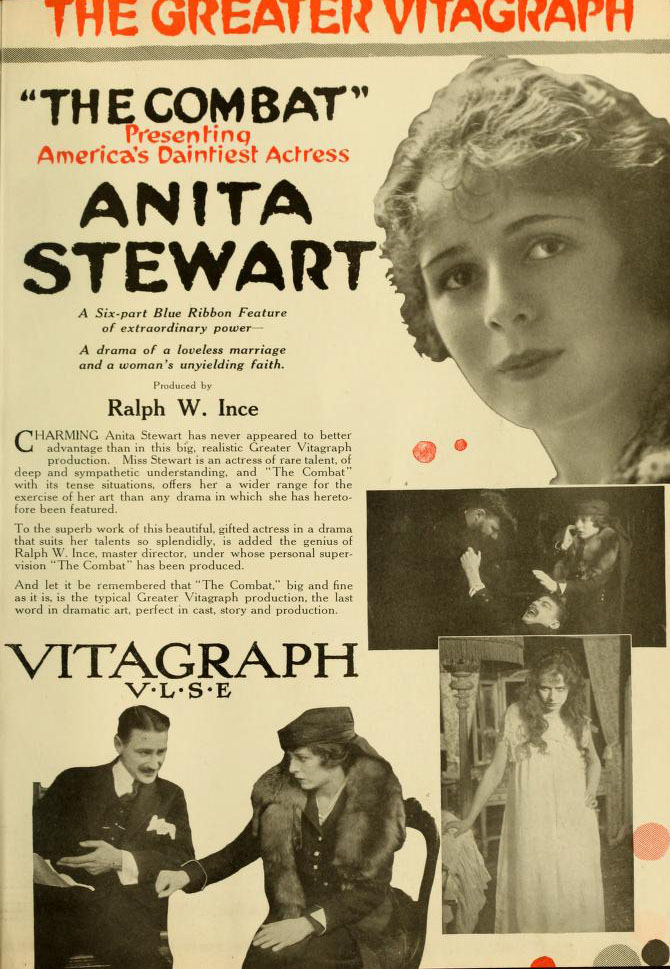
The Combat (1916)

| Ano  | Filme                      | Papel                   | Notas                                                    |
| ---- | -------------------------- | ----------------------- | -------------------------------------------------------- |
| 1911 | A Tale of Two Cities       | Não creditada           |                                                          |
| 1911 | Prejudice of Pierre Marie  |                         | Creditada como Anna Stewart                              |
| 1912 | Billy's Pipe Dream         | Pert Dawson             |                                                          |
| 1913 | The Swan Girl              | The Swan Girl           |                                                          |
| 1914 | The Girl from Prosperity   | Bessie Williams         |                                                          |
| 1915 | The Goddess                | Celestia, a Deusa       | Seriado                                                  |
| 1915 | The Awakening              | Jo                      |                                                          |
| 1916 | The Daring of Diana        | Diana                   |                                                          |
| 1917 | Clover's Rebellion         | Clover Dean             |                                                          |
| 1918 | Virtuous Wives             | Amy Forrester           |                                                          |
| 1919 | The Painted World          | Yvette Murree           |                                                          |
| 1919 | In Old Kentucky            | Madge Brierly           |                                                          |
| 1920 | The Fighting Shepherdess   | Kate Prentice           | Título alternativo: Vindication. Foi também a produtora. |
| 1921 | Playthings of Destiny      | Julie Arnold            | Produtora                                                |
| 1922 | Rose o' the Sea            | Rose Elton              | Produtora                                                |
| 1923 | The Love Piker             | Hope Warner             |                                                          |
| 1924 | The Great White Way        | Mabel Vandegrift        |                                                          |
| 1925 | Never the Twain Shall Meet | Tamea                   |                                                          |
| 1926 | The Prince of Pilsen       | Nellie Wagner           |                                                          |
| 1927 | Wild Geese                 | Lind Archer             |                                                          |
| 1927 | Isle of Sunken Gold        | Princesa Kala de Tafofu | Seriado                                                  |
| 1928 | Sisters of Eve             | Beatrice Franklin       |                                                          |